# オーストリア公国

オーストリア公国
Herzogtum Österreich (ドイツ語)

オーストリア公国の地図（1250年）

オーストリア公国（オーストリアこうこく、ドイツ語: Herzogtum Österreich、ハンガリー語: Osztrák Hercegség）は、神聖ローマ帝国内の、現在のオーストリア共和国の領域に存在した領邦。1156年の成立から1453年（大公を称したのは1359年）のオーストリア大公国の成立まで、バーベンベルク家、ツェーリンゲン家、プシェミスル家、ハプスブルク家が統治した。

## 概要
前身はオーストリア辺境伯領、さらにオストマルク東方辺境伯領が最初の起源である。神聖ローマ帝国の南東辺境部の領邦ではあるが、帝国内でも重要な地域で、のちにハプスブルク家当主が神聖ローマ皇帝を世襲した。
1359年にルドルフ4世はオーストリア大公を僭称した。皇帝に即位したフリードリヒ3世（オーストリア領主としてはフリードリヒ5世）が1457年に帝国法によってこれを正式の称号として定め、以後はその領国もオーストリア大公国を称するようになった。

## 歴史
- 1156年、ハインリヒ2世がオーストリア公となる。
- 1186年、レオポルト5世とシュタイアーマルク公オットカール4世の間でゲオルゲンベルク協定が結ばれる。
- 1251年、フリードリヒ1世の死去により、プシェミスル朝のボヘミア王オタカル2世がバーベンベルク家のマルガレーテと結婚して、オーストリア公を継承する。
- 1278年、ローマ王ルドルフ1世がマルヒフェルトの戦いでオタカル2世を敗死させ、オーストリア公国を獲得。ハプスブルク家によるオーストリア統治が始まる。
- 1335年、アルブレヒト2世とオットーがケルンテン公国を相続する。
- 1359年、ルドルフ4世がオーストリア大公を称する。
- 1363年、ルドルフ4世がチロル伯領を獲得する。
- 1379年、アルブレヒト3世とその弟レオポルト3世の間でノイベルク条約が結ばれ、オーストリアを含むハプスブルク家領地が分割される。
- 1386年、レオポルト3世がゼンパッハの戦いで戦死、スイスのハプスブルク家旧領を完全に失う。
- 1438年、アルブレヒト2世（オーストリア公としてはアルブレヒト5世）がローマ王に即位し、ハプスブルク家による神聖ローマ帝国君主位の世襲が始まる。
- 1453年、神聖ローマ皇帝フリードリヒ3世（オーストリア公としてはフリードリヒ5世）がオーストリア大公の称号を正式のものとする。